# Macvicaria
Macvicaria là một chi rêu trong họ Porellaceae.